# Гу Бейбей
Гу Беі-беі  (кит.: 顾贝贝 Gù Bèi-bèi, 25 листопада 1980) — китайська спортсменка, спеціалістка з синхронного плавання, олімпійська медалістка.

## Виступи на Олімпіадах
| Олімпіада  | Дисципліна | Місце |
| ---------- | ---------- | ----- |
| Афіни 2004 | дует       | 7     |
| Афіни 2004 | командні   | 6     |
| Пекін 2008 | командні   | 3     |